# Caché derrière mes poings
Caché derrière mes poings est une chanson écrite par Gilles Thibaut et composée par Jean Renard pour Johnny Hallyday. Le chanteur la crée sur la scène du Palais des sports de Paris en 1969. Caché derrière mes poings est l'une des chansons les plus rares de Johnny Hallyday, jamais enregistrée en studio, elle demeure inédite en disque jusqu'en 1992.

## Historique
En 1969, Johnny Hallyday présente son premier grand spectacle au Palais des sports de Paris, du 26 avril au 4 mai, réunissant 100 000 spectateurs...
Le Palais des sports est (après l'Alambra en 1960), la première grande salle parisienne à avoir ouvert ses portes au rock 'n' roll. En 1961 à trois reprises, s'y déroule un festival de rock, le premier, le 24 février, voit débuter Les Chaussettes noires et Johnny Hallyday s'y produire en vedette. En 1967, le chanteur dans le cadre d'un musicorama, exceptionnellement organisé au Palais des sports (plutôt qu'à l'Olympia de Paris, qui généralement accueille l'émission radiophonique), car offrant une plus grande capacité d'accueil du public, y chante le 14 novembre. La représentation fait date dans la carrière du chanteur et rétrospectivement elle est considérée comme l'« acte fondateur » du show de 1969.
Le Palais des sports est aussi la salle parisiennes des grands événements de boxe et Johnny Hallyday, qui désire présenter et faire autre chose qu'un tour de chant traditionnel, le sait (c'est d'ailleurs après avoir assisté à un combat de boxe, qu'a germé l'idée de si produire à l'automne 1967), aussi demande-t-il à Gilles Thibaut et Jean Renard de lui écrire une chanson dédiée au « noble art ».
La chanson est aussi et avant tout l'occasion de se mettre en scène en boxeur. La séquence (entre les titres Je n'ai pas voulu croire et Je te veux), longue de plus de dix minutes, est l'antépénultième chanson du récital. Profitant d'une séquence instrumentale, Hallyday sort de scène, tandis qu'un ring y est monté, pour réapparaitre en tenue de boxeur. Au centre, Johnny Hallyday chante (les trois premiers couplets) :
« [...] Caché derrière mes poings, J'ai vu l'homme à abattre, On était frères ennemis, Si c'est pas moi c'est lui, Et j'étais l'ascenseur et lui le toboggan, Quand y a un homme qui monte y en a un qui descend, Et dans ses yeux j'ai vu un loup devenir chien, Et j'ai vu que j'allais
gagner ce soir... »

C'est alors qu'un speakeur monte sur le ring et annonce le combat un championnat du monde des poids moyens. L'adversaire et challenger pour le titre, est l'Américain Lester Wilson (en) (chorégraphe de l'affrontement), qui malmène Hallyday durant le premier round et l'envoie au tapis à plusieurs reprises. Les premiers instants du second sont tout aussi difficiles, Hallyday se relève encore, le visage ensanglanté et parvient à mettre ko son adversaire. Il se défait d'un gant et saisissant un micro, se tenant aux cordes, chante : 
« Caché derrière mes poings, J'ai vu au troisième rang une fille qui s'en allait, Comme un fou j'ai crié, Alors elle s'est retourné, Et dans ses yeux j'ai vu ce qu'elle pensait de moi, Un homme sans foi ni loi qui à la mort aux doigts, J'ai vu que j'avais perdu ce soir. »
 (paroles Gilles Thibaut)
Enfilant un peignoir il quitte le ring, pour quelques instants plus tard, revenir sur la scène, nettoyé de cette (fausse) hémoglobine, conclure son spectacle avec Je te veux et Je suis né dans la rue.

## Diffusion
Caché derrière mes poings n'a jamais été enregistré en studio et est restée inédite dans sa version public jusqu'en 1992. Longtemps la chanson fut convoité par les monodiscophilistes d'Hallyday. Un bootleg circulant confidentiellement dans les années 1980 et proposant pour l'essentiel du 33 tours des duos télévisés, contenait Caché dernière mes poings.
Le 7 mai 1969, la séquence de boxe est diffusée durant l'émission des Carpentier Show Smet.
Cette même année sort dans les salles le film de Guy Job 5 + 1, présentant un concert des Rolling Stones à Hyde Park à Londres et celui de Johnny Hallyday au Palais des sports. Aucune des prestations n'est donnée dans son intégralité ; la séquence de boxe d'Hallyday est présente, mais pas la chanson. Le film permettra plus tard, en 2006, une sortie du concert sur support DVD.
L'album live Que je t'aime sort en novembre 1969 et ne propose que neuf des quinze titres du tour de chant. Caché derrière mes poings compte parmi les absents. Il faut attendre 1992, année de la première édition en CD de l'album pour qu'elle sorte (officiellement), de son « anonymat discographique ». Réédité en 2003, l'opus remanié, rétablie l'ordre chronologique des titres interprétés durant le spectacle.